# Blackeberg
Blackeberg es un suburbio de Estocolmo y parte del distrito de Bromma desde la década de 1950.
Originalmente Blackeberg era un croft (parcela de tierra cultivable) mencionado por primera vez en el año 1599. En 1861 Knut Ljunglöf construyó una casa, un establo, un molino y un aserradero en el lugar. El aserradero y el molino ahora son edificios históricos y todavía se conservan en Kvarnviken para visitas turísticas. La ciudad de Estocolmo adquirió el terreno de Blackeberg en 1948 y el municipio comenzó a construir edificios de tres pisos, un centro comercial y una biblioteca. Muchas personas se trasladaron desde el centro de Estocolmo a Blackeberg y otros suburbios contiguos. Peter Celsing construyó una estación de metro que fue inaugurada el 26 de octubre de 1952.
La novela Låt den rätte komma in, del escritor John Ajvide Lindqvist, fue ambientada en la Blackeberg de los 80's y su adaptación cinematográfica fue rodada en gran parte en este lugar.